# 21706 Robminehart
A 21706 Robminehart (ideiglenes jelöléssel 1999 RM87) a Naprendszer kisbolygóövében található aszteroida. A LINEAR projekt keretében fedezték fel 1999. szeptember 7-én.